# Floridiscrobs dysbatus
Floridiscrobs dysbatus is een slakkensoort uit de familie van de Hydrobiidae. De wetenschappelijke naam van de soort is voor het eerst geldig gepubliceerd in 1949 door Pilsbry & McGinty.